# 27 شعبان
- السبت
- الأحد
- الاثنين
- الثلاثاء
- الأربعاء
- الخميس
- الجمعة

- 2525 يناير 2025
- 2626 يناير 2025
- 2727 يناير 2025
- 2828 يناير 2025
- 2929 يناير 2025
- 3030 يناير 2025
- 131 يناير 2025
- 21 فبراير 2025
- 32 فبراير 2025
- 43 فبراير 2025
- 54 فبراير 2025
- 65 فبراير 2025
- 76 فبراير 2025
- 87 فبراير 2025
- 98 فبراير 2025
- 109 فبراير 2025
- 1110 فبراير 2025
- 1211 فبراير 2025
- 1312 فبراير 2025
- 1413 فبراير 2025
- 1514 فبراير 2025
- 1615 فبراير 2025
- 1716 فبراير 2025
- 1817 فبراير 2025
- 1918 فبراير 2025
- 2019 فبراير 2025
- 2120 فبراير 2025
- 2221 فبراير 2025
- 2322 فبراير 2025
- 2423 فبراير 2025
- 2524 فبراير 2025
- 2625 فبراير 2025
- 2726 فبراير 2025
- 2827 فبراير 2025
- 2928 فبراير 2025

27 شعبان أو 27 شعبان المُعَظّم أو يوم 27 \ 8 (اليوم السابع والعشرون من الشهر الثامن) هو اليوم الرابع والثلاثون بعد المائتين (234) من أيَّام السنة (أو الخامس والثلاثون بعد المائتين لو كان شهر جمادى الآخرة مُتممًا لليوم الثلاثين أو السادس والثلاثون بعد المائتين لو أتم كلاً من صفر وربيع الآخر وجمادى الآخرة ثلاثين يوماً) وفق التقويم الهجري القمري (العربي). يبقى بعده 120 أو 121 يومًا لانتهاء السنة.

## أحداث
- 616هـ - سقوط مدينة دمياط في أيدي الصليبيين بعد مقاومة باسلة أثناء الحملة الصليبية الخامسة على مصر، بقيادة «حنا دي برين» لكن المسلمين بقيادة السلطان الكامل محمد بن العادل نجحوا في إجلائهم.
- 1244هـ - صدور قانون القيافة (اللباس) في الدولة العثمانية، ونظّم هذا القانون اللباس الرسمي للعسكريين وعلماء الدين وموظفي الدولة العثمانية. وقد أثار هذا القانون قدرًا من الغضب في بعض أوساط الدولة؛ لتقليده للأوروبيين في ملبسهم.
- 1260هـ - توقيع «معاهدة طنجة» التي أنهت الحرب الفرنسية ضد مراكش.
- 1266هـ - الدولة القاجارية تحاكم وتعدم علي محمد رضا الشيرازي الملقب بالباب مؤسس فرقة البابية بسبب انحرافه عن الإسلام وتأسيسه لدعوة مناقضة للشريعة الإسلامية.
- 1320هـ - وقوع معركة الدلم ضمن حملة توحيد السعودية.
- 1355هـ - وصول لجنة بيل إلى فلسطين للتحقيق في الاضطرابات الحاصلة بين اليهود والعرب بعد اندلاع ثورة فلسطين.
- 1364هـ - إلقاء القنبلة الذرية على هيروشيما.
- 1383هـ - عبيد كرومي يقوم بانقلاب ضد السلطان جمشيد بن عبد الله في سلطنة زنجبار، ويعلن قيام الجمهورية. وقد قُتل خلال هذا الانقلاب 16 ألف عربي، وعدد كبير من المسلمين.
- 1412 هـ - القيام بعمل تنظيم للتقسيم الإداري للمناطق في السعودية، وتوسيع الصلاحيات لكل منطقة بهدف إقامة نظام شورى يوافق الشريعة الإسلامية.
- 1419هـ - بدأ عملية ثعلب الصحراء التي قامت بها الولايات المتحدة والمملكة المتحدة ضد العراق وذلك بقصف أهداف ومنشئات حساسة بصواريخ كروز، واستمرت العملية مدة ثلاثة أيام.
- 1426هـ - صحيفة يولاندس بوستن الدنماركية تنشر سلسلة من الرسوم الكاريكاتورية يصور بعضها النبي محمد على أنه إرهابي.
- 1429هـ - الحكومة اللبنانية ترقي العميد جان قهوجي إلى رتبة عماد وتعينه قائدًا للجيش اللبناني.
- 1432هـ - مقتل رئيس أركان جيش التحرير الوطني الليبي اللواء عبد الفتاح يونس واثنين من مرافقيه بإطلاق نار في ظروف غامضة.
- 1435هـ - اختتام الدورة 38 للجنة التراث العالمي المنعقدة في الدوحة (قطر) بإضافة 26 موقعًا جديدًا والتمديد لأربعة آخرين.
- 1438هـ - الرئيس الفلبيني رودريغو دوتيرتي يُعلن إقامة القوانين العُرفيَّة في جزيرة مينداناو بسبب الصدامات العسكريَّة بين الحُكومة الفلبينيَّة وجماعتيّ مُواتي وأبو سيَّاف في مدينة مراوي ذات الغالبيَّة المُسلمة.
- 1439هـ - مقتل 61 وإصابة أكثر من 2700 مواطنًا فلسطينيًا أثناء الاحتجاجات المنددة بنقل السفارة الأمريكية إلى القدس.

## مواليد
- 551هـ - إلياس بن جامع الإربلي، عالم مسلم وشاعر عربي عراقي.
- 790هـ - شهاب الدين الحجازي، أديب مصري.
- 1193هـ - مصطفى الرابع، السلطان العثماني التاسع والعشرون.
- 1218هـ - شهاب الدين محمود الآلوسي، مفسر ومحدث وفقيه وأديب وشاعر عراقي.
- 1246هـ - ماء العينين القلقمي، شاعر موريتاني.
- 1318هـ - وجيه الخوري، کاتب وشاعر سوري.
- 1335هـ - يوسف السباعي، أديب ووزير مصري.
- 1338هـ - نصر الله بطرس صفير، بطريرك الكنيسة المارونية السادس والسبعون.
- 1356هـ - عبد العزيز المسعود، ممثل كويتي.
- 1362هـ - جهاد الأطرش، ممثل لبناني.
- 1388هـ - عباس فرات اليزدي - شاعر إيراني.
- 1394هـ - هشام الكروج، لاعب ألعاب قوى مغربي.
- 1400هـ - محمد البريكي، لاعب كرة قدم كويتي.

## وفيات
- 114هـ - عبد الرحمن الغافقي، قائد عربي مسلم وأحد حكام الأندلس.
- 627هـ - راجح الحلي، شاعر عراقي.
- 982هـ - سليم الثاني، سلطان عثماني.
- 1087هـ - فاضل أحمد باشا الكوبريللي، صدر أعظم عثماني.
- 1220هـ - محمد أفندي البديري، عالم مسلم ومتصوف فلسطيني عثماني.
- 1266هـ - علي محمد رضا الشيرازي، مؤسس فرقة البابية.
- 1318هـ - محمد عثمان، مطرب مصري.
- 1332هـ - جرجي زيدان، أديب وكاتب ومفكري لبناني مصري.
- 1343هـ - ايرج ميرزا، شاعر إيراني.
- 1352هـ - محمد حسين الجباوي، فقيه مسلم وشاعر عراقي.
- 1388هـ - ناصر الحاني، أديب وأكاديمي ودبلوماسي عراقي.
- 1412هـ - للا عبلة بنت الطاهر، زوجة ملك المغرب محمد الخامس.
- 1432هـ - عبد الفتاح يونس، رئيس أركان جيش التحرير الوطني الليبي.
- 1437هـ - محمد علي كلاي، ملاكم أمريكي.

## وصلات خارجية
- موقع قصة الإسلام: حدث في شهر شعبان.